# Major League Soccer
Major League Soccer este o competiție de fotbal nord-americană. La ea participă două țări, Statele Unite ale Americii (cu 27 de echipe) și Canada (cu trei echipe). Actuala campioană este New York City FC. În MLS joacă 30 de echipe împărțite în două conferințe: de vest și de est. Competiția a fost înființată în 1993, pentru a putea organiza CM 1994 din SUA. Sezonul începe la sfârșitul lunii martie sau la începutul lunii aprilie și se încheie în decembrie. Fiecare echipă joacă 34 de meciuri. 14 echipe iau parte la playoff-ul Cupei MLS care culminează cu finala, Cupa MLS.

## Istorie
Major League Soccer este cea mai nouă ligă de fotbal profesionist din Statele Unite ale Americii și Canada. Predecesorul MLS a fost North American Soccer League (NASL), care s-a jucat între 1968 si 1984.

### Înființarea
În 1988, în schimbul acordării de către FIFA a dreptului de a găzdui Cupa Mondială din 1994, federația de fotbal americană a promis să înființeze Divizia 1 pentru fotbalul profesionist. În 1993, federația a ales Major League Professional Soccer (percursoarea MLS) ca fiind Divizia 1 a fotbalului profesionist. Major League Soccer a fost oficial înființată în februarie 1995 ca și LLC.
Primul sezon al MLS a avut loc în 1996, având la start 10 echipe. Primul meci a avut loc pe 6 aprilie 1996, pe Spartan Stadium din San Jose, unde San Jose Clash a învins-o pe DC United în fața a 31 000 de fani. Liga a captat atenția prin atragerea unor jucători importanți care au participat la Campionatul Mondial din 1994 - Alexei Lalas, Tony Meola, Eric Wynalda, Jorge Campos, Carlos Valderama.
1. Nu este un stadion specific de fotbal
2. Echipa plănuiește să se mute pe un stadion specific de fotbal
3. Este un stadion specific de fotbal
4. Capacitatea stadionul poate fi mărită

#### Major League Soccer (1996–prezent)
| Year | MLS Cup (Total)          | Runners-up             | Supporters' Shield (Total) | Runners-up             | Leading goalscorer(s)                                                           | Goals |
| ---- | ------------------------ | ---------------------- | -------------------------- | ---------------------- | ------------------------------------------------------------------------------- | ----- |
| 1996 | D.C. United              | Los Angeles Galaxy     | Tampa Bay Mutiny           | Los Angeles Galaxy     | Roy Lassiter (Tampa Bay Mutiny)                                                 | 27    |
| 1997 | D.C. United (2)          | Colorado Rapids        | D.C. United                | Kansas City Wizards    | Jaime Moreno (D.C. United)                                                      | 16    |
| 1998 | Chicago Fire             | D.C. United            | Los Angeles Galaxy         | D.C. United            | Stern John (Columbus Crew)                                                      | 26    |
| 1999 | D.C. United (3)          | Los Angeles Galaxy     | D.C. United (2)            | Los Angeles Galaxy     | Jason Kreis (Dallas Burn) Roy Lassiter (D.C. United) Stern John (Columbus Crew) | 18    |
| 2000 | Kansas City Wizards      | Chicago Fire           | Kansas City Wizards        | Chicago Fire           | Mamadou Diallo (Tampa Bay Mutiny)                                               | 26    |
| 2001 | San Jose Earthquakes     | Los Angeles Galaxy     | Miami Fusion               | Chicago Fire           | Alex Pineda Chacon (Miami Fusion)                                               | 19    |
| 2002 | Los Angeles Galaxy       | New England Revolution | Los Angeles Galaxy (2)     | San Jose Earthquakes   | Carlos Ruiz (Los Angeles Galaxy)                                                | 24    |
| 2003 | San Jose Earthquakes (2) | Chicago Fire           | Chicago Fire               | San Jose Earthquakes   | Carlos Ruiz (Los Angeles Galaxy) Taylor Twellman (New England Revolution)       | 15    |
| 2004 | D.C. United (4)          | Kansas City Wizards    | Columbus Crew              | Kansas City Wizards    | Brian Ching (San Jose Earthquakes) Eddie Johnson (Dallas Burn)                  | 12    |
| 2005 | Los Angeles Galaxy (2)   | New England Revolution | San Jose Earthquakes       | New England Revolution | Taylor Twellman (New England Revolution)                                        | 17    |
| 2006 | Houston Dynamo           | New England Revolution | D.C. United (3)            | FC Dallas              | Jeff Cunningham (Real Salt Lake)                                                | 16    |
| 2007 | Houston Dynamo (2)       | New England Revolution | D.C. United (4)            | Chivas USA             | Luciano Emilio (D.C. United)                                                    | 20    |
| 2008 | Columbus Crew            | New York Red Bulls     | Columbus Crew (2)          | Houston Dynamo         | Landon Donovan (Los Angeles Galaxy)                                             | 20    |
| 2009 | Real Salt Lake           | Los Angeles Galaxy     | Columbus Crew (3)          | Los Angeles Galaxy     | Jeff Cunningham (FC Dallas)                                                     | 17    |
| 2010 | Colorado Rapids          | FC Dallas              | Los Angeles Galaxy (3)     | Real Salt Lake         | Chris Wondolowski (San Jose Earthquakes)                                        | 18    |
| 2011 | Los Angeles Galaxy (3)   | Houston Dynamo         | Los Angeles Galaxy (4)     | Seattle Sounders FC    | Dwayne De Rosario (D.C. United) Chris Wondolowski (San Jose Earthquakes)        | 16    |
| 2012 | Los Angeles Galaxy (4)   | Houston Dynamo         | San Jose Earthquakes (2)   | Sporting Kansas City   | Chris Wondolowski (San Jose Earthquakes)                                        | 27    |
| 2013 | Sporting Kansas City (2) | Real Salt Lake         | New York Red Bulls         | Sporting Kansas City   | Camilo (Vancouver Whitecaps FC)                                                 | 22    |
| 2014 | Los Angeles Galaxy (5)   | New England Revolution | Seattle Sounders FC        | Los Angeles Galaxy     | Bradley Wright-Phillips (New York Red Bulls)                                    | 27    |
| 2015 | Portland Timbers         | Columbus Crew SC       | New York Red Bulls (2)     | FC Dallas              | Sebastian Giovinco (Toronto FC) Kei Kamara (Columbus Crew SC)                   | 22    |
| 2016 | Seattle Sounders FC      | Toronto FC             | FC Dallas                  | Colorado Rapids        | Bradley Wright-Phillips (New York Red Bulls)                                    | 24    |
| 2017 | Toronto FC               | Seattle Sounders FC    | Toronto FC                 | New York City FC       | Nemanja Nikolić (Chicago Fire)                                                  | 24    |
| 2018 | Atlanta United FC        | Portland Timbers       | New York Red Bulls (3)     | Atlanta United FC      | Josef Martínez (Atlanta United FC)                                              | 31    |
| 2019 | Seattle Sounders FC (2)  | Toronto FC             | Los Angeles FC             | New York City FC       | Carlos Vela (Los Angeles FC)                                                    | 34    |
| 2020 | Columbus Crew SC (2)     | Seattle Sounders FC    | Philadelphia Union         | Toronto FC             | Diego Rossi (Los Angeles FC)                                                    | 14    |
| 2021 | New York City FC         | Portland Timbers       | New England Revolution     | Colorado Rapids        | Valentín Castellanos (New York City FC)                                         | 19    |
| 2022 | Los Angeles FC           | Philadelphia Union     | Los Angeles FC (2)         | Philadelphia Union     | Hany Mukhtar (Nashville SC)                                                     | 23    |
| 2023 | Columbus Crew (3)        | Los Angeles FC         | FC Cincinnati              | Orlando City SC        | Denis Bouanga (Los Angeles FC)                                                  | 20    |

## Titluri și premiul fanilor
| Echipa                 | Cupa MLS | Anii câștigători                   | Supporters' Shields | Anii câștigători       | Total combinat | Sezoane MLS |
| ---------------------- | -------- | ---------------------------------- | ------------------- | ---------------------- | -------------- | ----------- |
| LA Galaxy              | 6        | 2002, 2005, 2011, 2012, 2014, 2024 | 4                   | 1998, 2002, 2010, 2011 | 10             | 29          |
| D.C. United            | 4        | 1996, 1997, 1999, 2004             | 4                   | 1997, 1999, 2006, 2007 | 8              | 29          |
| Columbus Crew          | 3        | 2008, 2020, 2023                   | 3                   | 2004, 2008, 2009       | 6              | 29          |
| San Jose Earthquakes   | 2        | 2001, 2003                         | 2                   | 2005, 2012             | 4              | 27          |
| Sporting Kansas City   | 2        | 2000, 2013                         | 1                   | 2000                   | 3              | 29          |
| Seattle Sounders FC    | 2        | 2016, 2019                         | 1                   | 2014                   | 3              | 16          |
| Houston Dynamo FC      | 2        | 2006, 2007                         | 0                   | –                      | 2              | 19          |
| Los Angeles FC         | 1        | 2022                               | 2                   | 2019, 2022             | 3              | 7           |
| Chicago Fire FC        | 1        | 1998                               | 1                   | 2003                   | 2              | 27          |
| Toronto FC             | 1        | 2017                               | 1                   | 2017                   | 2              | 18          |
| Real Salt Lake         | 1        | 2009                               | 0                   | –                      | 1              | 20          |
| Colorado Rapids        | 1        | 2010                               | 0                   | –                      | 1              | 29          |
| Portland Timbers       | 1        | 2015                               | 0                   | –                      | 1              | 14          |
| Atlanta United FC      | 1        | 2018                               | 0                   | –                      | 1              | 8           |
| New York City FC       | 1        | 2021                               | 0                   | –                      | 1              | 10          |
| New York Red Bulls     | 0        | –                                  | 3                   | 2013, 2015, 2018       | 3              | 29          |
| Tampa Bay Mutiny       | 0        | –                                  | 1                   | 1996                   | 1              | 6           |
| Miami Fusion           | 0        | –                                  | 1                   | 2001                   | 1              | 4           |
| FC Dallas              | 0        | –                                  | 1                   | 2016                   | 1              | 29          |
| Philadelphia Union     | 0        | –                                  | 1                   | 2020                   | 1              | 15          |
| New England Revolution | 0        | –                                  | 1                   | 2021                   | 1              | 29          |
| FC Cincinnati          | 0        | –                                  | 1                   | 2023                   | 1              | 6           |
| Inter Miami CF         | 0        | –                                  | 1                   | 2024                   | 1              | 5           |

1. ↑  Pentru cea mai bună echipă în sezonul regulat
2. 1 2 3 4  Societatea s-a închis după finalizarea  sezonul 2001